# Pap Béla (református lelkész)
Pap Béla (Gyalu, 1907. január 23. – Porva, 1957. augusztus 10.) református lelkipásztor, publicista, hitvalló.

## Életpályája
Szülei: Pap János és Medveczki Terézia voltak. Gyalun született (Kolozs vármegye), 1907. január 23-án. Családja 1919-ben költözött át Erdélyből Budapestre, s először vagonban, majd a Mária Valéria-telepen kényszerültek lakni.

## Tanulmányai
A Lónyay Utcai Református Gimnáziumban szerzett érettségi után 1925-ben iratkozott be a budapesti Református Teológiai Akadémiára. Tanulmányokat folytatott a pesti egyetem Bölcsészkarán, magyar-latin szakon, és a Tanárképző Intézetben. Két évet töltött Amerikában. Lancasterben, és Pittsburgben, ahol Bachelor of Divinity és Master of Theology diplomákat szerzett.

## Közéleti tevékenysége
Már budapesti teológus korában, szoros kapcsolatban állt a Soli Deo Gloria Református Diákmozgalommal. 1931-ben aktívan bekapcsolódott az SDG országos munkájába. Az 1932. évre megválasztották ügyvezető elnöknek. Az SDG utazó lelkésze lett 1932 végétől, majd főtitkára 1933-ban, fél éven át. Ekkor ismerkedett meg későbbi feleségével, Németh Erzsébettel. 1933. nyarán az Országos Református Szeretetszövetség utazó titkárának nevezték ki. Az utazó titkári állást missziói lelkészi állássá minősítették át, 1937-ig dolgozott ebben a munkakörben. Folyamatosan publikált a Református Diákmozgalomban, az Új Magyarságban, mint felelős szerkesztő. 1935-ben alapította a harmadik utas, népi radikális Magyar Út című lapot. Ennek főszerkesztője, majd tulajdonosa lett, egészen a lap 1944-es betiltásáig.

## Lelkipásztori szolgálata
1938. májusában költöztek ki Vácra, de valószínű, hogy lelkészi munkáját előbb megkezdte a városban. Ott töltött négy éve alatt a gyülekezetben nagy lelki és fizikai építkezés kezdődött meg. 1940-ben tábori lelkészi kiképzésben vett részt, egyben megindította a városban a börtön-lelkigondozást. 1942-ben hívták meg lelkésznek Karcagra. A második világháborút ott élte át, példát mutatva a református városnak, mely háromszor cserélt gazdát. Már a koalíciós időszakban is támadások érték. A szövetkezetesítéssel kapcsolatban beadvánnyal fordult a Konventhez, kérte az egyházi vezetés közbelépését. Nem történt ugyan semmi, de ezt a beadványt később bűnéül rótták fel.Pap Béla 1947-től lett a Zsinat tagja, kerületi missziói előadó és egyházmegyei jegyző; 1948-tól az Országos Református Presbiteri Szövetség főtitkára. Népszerűsége egyre növekedett, 1950-től a Zsinati Tanács póttagja lett.

## A zsinattól a börtönig
Pap Béla az 1951. október 24-ei zsinaton híressé vált indítványa botrányt robbant ki, miután két hivatalos jelölt helyett őt, és Szabó Imre budapesti esperest választották be a Zsinati Tanácsba. Az ÁVH 1951. november 27-én Szolnokra, majd Budapestre hurcolta. Koncepciós perben négy és fél évi börtönbüntetésre és teljes vagyonelkobzásra ítélték. A váci fegyintézetbe csak egy Szentírást vitt magával. 1956. május 15-én szabadult. Rehabilitációját állandóan szabotálták, fizikai munkásként dolgozott.
1956-ban a református Országos Intézőbizottság munkájába kapcsolódott be. A „Rádiónyilatkozatot”, mely Ravasz László rádiószózata előtt hangzott el, Joó Sándorral, és Békési (Panyik) Andorral együtt fogalmazták meg. A forradalom alatt többször szóba került, hogy Pap Bélát egyházi vezető tisztségre kérik föl. 1957. augusztus 10-én a Bakonyban kirándult, és máig tisztázatlan körülmények között, nyomtalanul eltűnt.